# Virginia Beatrice Smith
Virginia Beatrice Smith (Seattle, 24 giugno 1923 – Alamo, 27 agosto 2010) è stata un avvocato, economista e educatrice statunitense, ottava presidentessa del Vassar College.

## Biografia
Nata a Seattle, Washington, nel 1923, una volta diplomata, proseguì gli studi conseguendo una laurea in giurisprudenza presso l'Università di Washington, entrando come studentessa universitaria all'età di 16 anni. Insegnò corsi aziendali all'Università della California - Berkeley, nel 1952, in parte su richiesta di Clark Kerr, l'ex presidente dell'Università della California. Nel 1965 divenne la prima donna a ricoprire la carica di vicepresidente di Berkeley. Nel 1963 lavorò come direttore associato per la Carnegie Foundation for the Advancement of Teaching. Successivamente, nel 1973, il presidente Richard Nixon la nominò direttrice del fondo per il miglioramento della formazione post secondaria.
Fu presidentessa del Vassar College dal 1977 al 1986. Questo fu il primo mandato in cui il Vassar venne aperto a studenti di entrambi i sessi: in precedenza era un'istituzione riservata alle donne e solo nella primavera del 1969 modificò il proprio statuto per consentire l'immatricolazione anche agli studenti di sesso maschile. Nel 1990 divenne presidente del Mills College in California dopo che i fiduciari dell'università avevano deciso di ammettere alunni di sesso maschile, come successo precedentemente al Vassar. È morta il 27 agosto del 2010 ad Alamo, California.